# Atanáz Orosz
Atanáz Orosz (ur. 11 maja 1960 w Nyíregyháza) – węgierski duchowny katolicki rytu bizantyjskiego. Od 2011 egzarcha apostolski, a następnie od 2015 eparcha Miszkolca.

## Życiorys

### Prezbiterat
4 sierpnia 1985 otrzymał święcenia kapłańskie i został inkardynowany do archieparchii Hajdúdorogu. Po święceniach studiował w Rzymie, a w latach 1991-1999 przebywał w klasztorze benedyktyńskim w belgijskim Chevetogne. Po powrocie do kraju założył z ks. Fülöpem Kocsisem w Damóc wspólnotę klasztorną podległą eparsze Hajdúdorogu.

### Episkopat
5 marca 2011 został mianowany przez Benedykta XVI egzarchą apostolskim Miszkolca oraz biskupem tytularnym Panium. Sakry biskupiej udzielił mu sekretarz watykańskiej Kongregacji ds. Kościołów Wschodnich – abp Cyril Vasil. Współkonsekratorami byli bp Fülöp Kocsis i abp Ján Babjak. 20 marca 2015 papież Franciszek podniósł go do godności eparchy.